# 红旗农场 (信宜市)
红旗农场是位于中华人民共和国广东省茂名市信宜市的一个國營農場，为广东省农垦集团公司茂名分公司（茂名农垦局）下属十二家国营农场之一。所在区域列为信宜市下辖的一个类似乡级单位。

## 行政区划
下辖以下地区：
信宜市国营红旗农场虚拟社区。